# Stikstof (element)
Stikstof (Latijn: nitrogenium) is een scheikundig element met symbool N en met atoomnummer 7. Stikstof is in het periodiek systeem een niet-metaal uit de stikstofgroep (groep 15). Losse atomen van dit element zijn zeer reactief en verbinden zich, paarsgewijs, direct tot moleculaire distikstof (N2), de natuurlijke, gasvormige verschijningsvorm van stikstof in de aardatmosfeer. Moleculaire stikstof is, in tegenstelling tot dizuurstof, dat een sterke oxidator is, een inert gas. De aardatmosfeer, en dus de ingeademde lucht, bestaat voor 78% uit distikstof (stikstofgas), en voor 21% uit dizuurstof (zuurstofgas).
Binnen de context van het milieubeleid, meer specifiek de stikstofproblematiek, worden met "stikstof" stikstofverbindingen bedoeld, die vrijkomen bij verschillende economische activiteiten. Het gaat in Nederland daarbij met name om ammoniak, dat vrijkomt bij de veeteelt, en verschillende soorten stikstofoxiden die worden uitgestoten door het wegverkeer en de industrie.

## Ontdekking
Verbindingen van stikstof, bijvoorbeeld salpeter, waren al in de oudheid bekend. De alchemisten in de middeleeuwen kenden het van salpeter afgeleide salpeterzuur onder de naam aqua fortis, sterk water. Salpeterzuur toegevoegd aan zoutzuur is een eveneens al eeuwenlang gebruikt mengsel, dat bekendstaat als aqua regia, Latijn voor 'koningswater'. Koningswater is zodanig reactief dat het zelfs goud, de 'koning der metalen', in oplossing doet gaan. 
De moleculaire, in de aardatmosfeer als gas aanwezige, enkelvoudige stof distikstof werd ontdekt door Daniel Rutherford, in 1772. Hij noemde het noxious air, schadelijke lucht, omdat – vanwege de afwezigheid van de verwijderde zuurstof – een vlam erin dooft. Rond dezelfde tijd bestudeerden ook Carl Wilhelm Scheele, Henry Cavendish en Joseph Priestley atmosferische stikstof, en gaven het namen als 'verbrande lucht' en gedephlogistiseerde lucht.
In 1776 slaagde Antoine Lavoisier erin lucht kwantitatief te analyseren en ontdekte dat lucht uit twintig volumeprocent zuurstof en tachtig volumeprocent stikstof bestaat (de juiste waarden zijn respectievelijk 21 en 78 procent). In de herziening van naamgeving voor chemie in 1789 lichtte Lavoisier de keuze voor de nieuwe naam Azote (α: niet, ζοη: leven) toe als omschrijvende het niet-respireerbare deel van de lucht. Hij merkte daarbij op dat 'principe nitrigène' een even goede naam was geweest, omdat stikstof deel uitmaakt van salpterzuur (acide nitrique). Overeenkomstig werd in het Duits voor het nieuw ontdekte gas, vanwege de verstikkende werking op dieren van zuiver stikstofgas, in 1791 de naam Stickstoff bedacht. In het Nederlands komt vanaf 1793 de term stikstof voor, vermoedelijk uit het Duits overgenomen.

## Toepassingen van stikstofverbindingen

### Landbouw
In de bodem aanwezige stikstofverbindingen (gebonden stikstof), met name nitraten, zijn onontbeerlijke voedingsstoffen in de plantenfysiologie, in verband met de eiwitsynthese van de plant. Natuurlijk in de bodem aanwezig nitraat is afkomstig van stikstoffixatie door symbiotische bodembacteriën, die in staat zijn stikstof uit de atmosfeer in de bodem vast te leggen. Daarnaast zorgt biologische afbraak van organisch bodemmateriaal voor het vrijkomen van nitraat in de bodem. In de landbouw wordt extra, gebonden stikstof (nitraat) aan de bodem toegevoegd, bijvoorbeeld ammoniumnitraat, een bestanddeel van kunstmest. Ammoniumnitraat wordt industrieel geproduceerd uit ammoniak. De ammoniak wordt verkregen via het Haber-Boschproces, een vorm van 'stikstoffixatie' via chemische synthese, waarbij distikstof, bij hoge temperatuur en druk, reageert met diwaterstof. Ammoniumnitraat, NH4NO3, is een belangrijke meststof, omdat zowel het positieve ammonium-ion NH4+ als het negatieve nitraation NO3− stikstof (N) bevat. Aan de bodem toegevoegd ammoniumnitraat valt in het bodemvocht uiteen in ammonium- en nitraationen. De nitraationen kunnen opgelost in het bodemvocht direct door de plantenwortels worden opgenomen, de ammoniumionen moeten eerst, via nitrificatie door vrijlevende, autotrofe bodembacteriën, alsnog in nitraat worden omgezet. De uit nitraat vrijgemaakte stikstof gebruikt de plant, met glucose als basis, voor de aanmaak van aminozuren, die op hun beurt de bouwstenen vormen voor de aanmaak van eiwitten.

### Explosieven
Ammoniumnitraat is daarnaast, in combinatie met een koolwaterstof als koolstofbron, bijvoorbeeld dieselolie of kerosine, een veelgebruikt, goedkoop explosief. Nitraten zijn onderdeel van buskruit, en nitroglycerine, het product van de reactie tussen glycerol en nitreerzuur (salpeterzuur plus zwavelzuur), is een bekend explosief.

### Andere toepassingen
Cyaniden worden gebruikt in de goudwinning voor het uitlogen van goud. Ammoniak, dat wordt verkregen via het Haber-Boschproces, vormt de basis voor de productie van salpeterzuur, dat weer de basis vormt voor de chemische synthese van nitraat. Ammonia is bekend als schoonmaakmiddel. Aniline, een organische stikstofverbinding met een {\displaystyle {\ce {-NH2}}}-groep, is de basis voor de chemie van veel kleurstoffen. Stikstofoxide {\displaystyle {\ce {NO}}} speelt in de dierfysiologie een rol als neurotransmitter.

### Toepassingen van distikstof
Omdat distikstof tamelijk inert is wordt het op grote schaal gebruikt als een beschermend gas, om zo ongewenste oxidatie met dizuurstof te voorkomen, bijvoorbeeld bij het smelten van speciale staalsoorten, en bij de productie van geïntegreerde schakelingen en geneesmiddelen. Ook worden grote hoeveelheden stikstof gebruikt voor het vullen van meelsilo's om stofexplosies te voorkomen. Een andere toepassing is het beschermen van de productie-installaties van nylon- en polyestervezels, omdat de gesmolten polymeer tijdens het productieproces niet met zuurstof in contact mag komen.

#### Vloeibare distikstof
Door kunstmatige afkoeling verkregen, vloeibare distikstof (LN2) wordt bijvoorbeeld gebruikt door overklokkers, om zeer hoge kloksnelheden te behalen bij computerhardware. Daarnaast gebeurt de cryogene behandeling (of het 'stippen') van wratten met vloeibare stikstof. Het invriezen van cellen, of cryopreservatie, vormt een verdere toepassing.

## Stikstofchemie
Stikstof is een niet-metaal uit de stikstofgroep en een reukloos en kleurloos gas dat 78% van de aardatmosfeer uitmaakt. Het gas bestaat uit tweeatomige moleculen {\displaystyle {\ce {N2}}} met een drievoudige binding, die het molecuul een grote stabiliteit verleent.
Stikstof heeft een bijzonder rijke en belangrijke chemie, hoewel het zelf niet gemakkelijk met andere elementen reageert.

### Oxidatiegetal -III

#### Nitride
Magnesium is een uitzondering op de regel dat stikstof niet met andere elementen reageert. Wanneer dit metaal eenmaal ontstoken is, brandt het ook in pure stikstof door, onder de vorming van een nitride:
{\displaystyle {\ce {3Mg + N2 -> Mg3N2}}}
In dit geval treedt stikstof dus op als een redelijk sterke oxidator.
Stikstof heeft een configuratie 2s22p3, waarbij drie elektronen ontbreken aan de [Ne] configuratie. In zijn verbindingen kan het element een aantal verschillende oxidatietoestanden aannemen. Wanneer het een nitride vormt neemt het drie elektronen op om de [Ne] configuratie te vormen. Het oxidatiegetal is dan −3. Het kan echter ook als reductor optreden en ofwel 3 ofwel 5 elektronen afstaan.
Er zijn stabiele nitriden bekend van vele metalen, hoewel ze soms niet gemakkelijk te synthetiseren zijn. Een nitride dat onlangs erg in de belangstelling gekomen is galliumnitride GaN. Dit materiaal is een halfgeleider met een vrij grote bandgap, die als LED gebruikt wordt om ultraviolet en blauw licht te produceren. Het materiaal kan met speciale molecular beam technologie als kristallen laagjes gegroeid worden. Met boor is boornitride (BN) bekend, dat een variant van de diamantstructuur heeft, bijna even hard is als diamant en tot bijzonder hoge temperaturen stabiel is.

#### Ammoniak
Met water vormt zich uit magnesiumnitride ammoniak.
{\displaystyle {\ce {Mg3N2 + 3H2O -> 2NH3 +3MgO}}}
Ammoniak is een Lewisbase en goed oplosbaar in water en vormt daarin een base, ammoniumhydroide NH4OH. Deze Brønstedtbase is niet erg stabiel, maar vormt wel de grondslag voor een klasse zouten, de ammoniumzouten. Het ammonium-ion{\displaystyle {\ce {NH4^{+}}}} gedraagt zich in vele opzichten als een alkalimetaal. Ammoniumzouten zijn in het algemeen goed oplosbaar.
Met een alkalimetaal als natrium treedt ammoniak  als een zuur op en onder vrijkomen van waterstof vormt zich een amide {\displaystyle {\ce {NaNH2}}}.
{\displaystyle {\ce {2Na + 2NH3 -> 2Na+ + 2NH2- + H2}}}
Ammoniak wordt direct uit stikstof en waterstof vervaardigd via het Haber-Boschproces.

### Oxidatiegetal 0
De meest voorkomende vorm van stikstof is die in oxidatiegetal 0: stikstof in de lucht.

### Oxidatiegetal +I
Deze oxidatietoestand is vooral bekend als lachgas, {\displaystyle {\ce {N2O}}}.

### Oxidatiegetal +II
Stikstofmonoxide, {\displaystyle {\ce {NO}}}, is bekend als neurotransmitter en component van luchtverontreiniging. Stikstofmonoxide is bijzonder omdat het een radicalen is, dat wil zeggen dat het molecuul een elektron met ongepaarde spin heeft. Meestal zijn radicalen dusdanig reactief dat zij slechts zeer kortlevende tussenproducten in een reactie vormen, maar soms kunnen zij stabiel genoeg zijn om geïsoleerd te worden.

### Oxidatiegetal +III
Een voorbeeld van deze toestand is het zure oxide {\displaystyle {\ce {N2O3}}}, dat de grondslag vormt van {\displaystyle {\ce {HNO2}}}, salpeterigzuur en de daarvan afgeleide zouten, de nitrieten, zoals kaliumnitriet, {\displaystyle {\ce {KNO2}}}.

### Oxidatiegetal +IV
Oxides met dit oxidatiegetal zijn stikstofdioxide {\displaystyle {\ce {NO2}}} en {\displaystyle {\ce {N2O4}}}. Het eerste oxide dimeriseert makkelijk en reversibel tot het tweede. net als stikstofmonoxide heeft ook stikstofdioxide een elektron met ongepaarde spin.

### Oxidatiegetal +V
In deze toestand valt het atoom terug op de heliumconfiguratie. Een voorbeeld is het pentoxide: {\displaystyle {\ce {N2O5}}}, dat niet bijster stabiel is maar met water wel het zeer stabiele salpeterzuur, {\displaystyle {\ce {HNO3}}}, vormt. Dit zuur is de basis voor de nitraten. Nitraten zijn in het algemeen goed oplosbare zouten.

### Andere verbindingen
Soms kan stikstof in dezelfde verbinding in twee verschillende toestanden voorkomen. Dit wordt een mixed valence verbinding genoemd, een verbinding met gemengde valenties.
Een voorbeeld is ammoniumnitraat {\displaystyle {\ce {NH4NO3}}} waarin zowel −III als +V voorkomen. Er zijn andere stikstofverbindingen waar de oxidatietoestand niet in het bovenstaande, vereenvoudigde schema past. Een goed voorbeeld zijn de aziden, zouten met het lineaire ion N3−. Dit ion is iso-elektronisch met kooldioxide CO2. Een cyanide is een verbinding met het anion {\displaystyle {\ce {CN^{-}}}}. Dit anion is iso-elektronisch met koolmonoxide {\displaystyle {\ce {CO}}}. Het cyanide-ion vormt zouten met vele metalen, hun chemie heeft overeenkomsten met de zouten van de halogenen.
Ook voor een verbinding als hydrazine {\displaystyle {\ce {N2H4}}} ligt het minder eenvoudig met de oxidatietoestand. Dit molecuul bevat een enkele N-N-binding en we kunnen het als een voorbeeld van oxidatiegetal −2 zien.

### Organische chemie van stikstof
Stikstof-koolstof bindingen die tot ketenvorming leiden zijn bijzonder algemeen en vormen een belangrijk deel van de organische chemie, maar ook van de biochemie. Stikstof is een essentieel element voor het leven op aarde. Alle eiwitten bevatten stikstof omdat zij uit aminozuren bestaan. Ook nucleïnezuren, de bouwstenen van DNA en RNA, bevatten stikstof. De binding van stikstof vanuit de lucht kan door bepaalde soorten stikstofbindende bacteriën tot stand gebracht worden. Vlinderbloemige planten zoals soja en boon leven in symbiose met deze micro-organismen, die in de wortelknolletjes op de plantenwortels zitten. Planten zonder deze symbiotische verbanden moeten de noodzakelijke stikstof-verbindingen uit de bodem opnemen, die daar via bemesting of biologische afbraak in terecht komen. De stikstofkringloop is een belangrijk onderdeel van de biologie.

## Verschijning
Moleculaire stikstof vormt 78% van de dampkring van de aarde. Daarnaast komen stikstofverbindingen als mineralen voor, zoals salpeter. Vaak zijn stikstofhoudende afzettingen van organische herkomst, zoals de guano. Ook de mest van andere dieren zoals de varkens van bepaalde streken in Nederland bevat stikstof in overvloed.
Bij de productie van kunstmest wordt stikstof vastgelegd: geschat wordt dat de helft van de wereldpopulatie niet gevoed zou kunnen worden zonder kunstmest. Maar veel stikstof wordt ook onbedoeld vastgelegd, bijvoorbeeld door verbrandingsmotoren. Er komt steeds meer reactief stikstof bij, sinds 2000 zo'n driehonderdvijftig miljoen ton per jaar. Dit geeft een veelheid aan problemen, overal ter wereld. In zo'n zestig procent van de natuurgebieden ter wereld is er een probleem met te veel stikstof.

## Isotopen
| Meest stabiele isotopen | Meest stabiele isotopen | Meest stabiele isotopen | Meest stabiele isotopen | Meest stabiele isotopen | Meest stabiele isotopen |
| Iso                     | RA (%)                  | Halveringstijd          | VV                      | VE (MeV)                | VP                      |
| ----------------------- | ----------------------- | ----------------------- | ----------------------- | ----------------------- | ----------------------- |
| 13N                     | syn                     | 9,965 min               | β+                      | 2,220                   | 13C                     |
| 14N                     | 99,634                  | stabiel met 7 neutronen | stabiel met 7 neutronen | stabiel met 7 neutronen | stabiel met 7 neutronen |
| 15N                     | 0,366                   | stabiel met 8 neutronen | stabiel met 8 neutronen | stabiel met 8 neutronen | stabiel met 8 neutronen |
| 16N                     | syn                     | 7,13 s                  | β−                      | 10,419                  | 16O                     |

Er zijn twee stabiele isotopen 14N en 15N. Het laatste is vrij zeldzaam, slechts 0,36% van het natuurlijke element bestaat eruit. Isotopenvervanging door 15N wordt wel toegepast in het ontrafelen van infrarood spectra van organische en biologische verbindingen en in de toepassing van NMR.

## Toxicologie en veiligheid

### Vloeibare stikstof
Bij het gebruik van vloeibare stikstof in bijvoorbeeld een laboratorium, bestaat het gevaar voor cryogene brandwonden. Daarnaast is er het risico van verstikking: door gedeeltelijke verdamping van de vloeibare stikstof zal de hoeveelheid stikstofgas in de lucht toenemen, en de fractie zuurstofgas afnemen. Bovendien wordt een zuurstoftekort vaak niet tijdig opgemerkt; goede ventilatie is essentieel. Ten slotte moet voorkomen worden dat de zwaar onderkoelde vloeibare stikstof langdurig warmte aan de lucht onttrekt, waardoor de aanwezige zuurstof kan condenseren: er blijft dan een residu over met een grote hoeveelheid vloeibare zuurstof, een zeer krachtig oxiderende stof.

### Stikstofverbindingen
Nitraten en nitrieten zijn bij verhitting niet stabiel en kunnen exploderen; dat geldt vooral voor ammoniumnitraat. Laatstgenoemde stof is bovendien hygroscopisch: ammoniumnitraat trekt waterdamp uit de lucht aan, waarmee het een vaste koek vormt. Bij het verhelpen van dat probleem bestaat ontploffingsgevaar.
Cyaniden zijn bijzonder giftige stikstofverbindingen. Waterstofcyanide is gebruikt voor executies van ter dood veroordeelden. Salpeterzuur is niet alleen een erg sterk zuur maar ook een sterke oxidator. Contact met de huid moet vermeden worden.

## Natuur en milieu
Overmatige bemesting met stikstofverbindingen kan tot problemen in rivieren en natuurgebieden leiden. Te veel stikstof kan ook leiden tot verzuring van bodems, en in de vorm van lachgas draagt stikstof bij aan het broeikaseffect. Op Europese schaal is er beleid ontwikkeld om uitstoot van stikstof door verkeer, industrie en landbouw terug te brengen. De lidstaten horen dit nationaal uit te voeren. Zo is er onder meer de Nitraatrichtlijn, een Europese richtlijn die beoogt de waterkwaliteit in heel Europa te beschermen, door te voorkomen dat nitraten uit agrarische bronnen het grond- en oppervlaktewater verontreinigen en door goede landbouwpraktijken te stimuleren.
In Vlaanderen geldt als beleidskader de Programmatorische Aanpak Stikstof. Een ophefmakend “stikstofarrest” uit 2021 haalde het gangbare vergunningenbeleid echter onderuit.

## Gezondheid
Reactief stikstof is ongezond. Zowel de stikstofoxiden als ammoniak zijn ongezond bij inademen. De oxiden van stikstof zijn zuur van aard: in de longen reageren ze met water waarbij zich schadelijk salpeterzuur vormt. In de lucht reageren stikstofoxiden en ammoniak waarbij fijnstof gevormd wordt, dat ook gevaarlijk is. Stikstofverbindingen dragen op die manier bij aan luchtvervuiling in steden, die op zijn beurt leidt tot verlies aan levensjaren.